# Golden Grove (Guyana)
Golden Grove es una localidad de Guyana en la región Islas Esequibo-Demerara Occidental. 
Se encuentra sobre la costa atlántica, 20 km al este de Georgetown.

## Demografía
Según censo de población 2002 contaba con 10.763 habitantes. La estimación 2010 refiere a 11.308 habitantes.
Población económicamente activa
| Dato      | Funcionarios | Profesionales y técnicos | Clero | Comercio y Servicios | Act. agrícolas | Act. industriales | Ocup. elementales | S/D | Total |
| --------- | ------------ | ------------------------ | ----- | -------------------- | -------------- | ----------------- | ----------------- | --- | ----- |
| Población | 8            | 127                      | 68    | 400                  | 13             | 54                | 254               | 732 | 1562  |